# Sistema de control de reacción

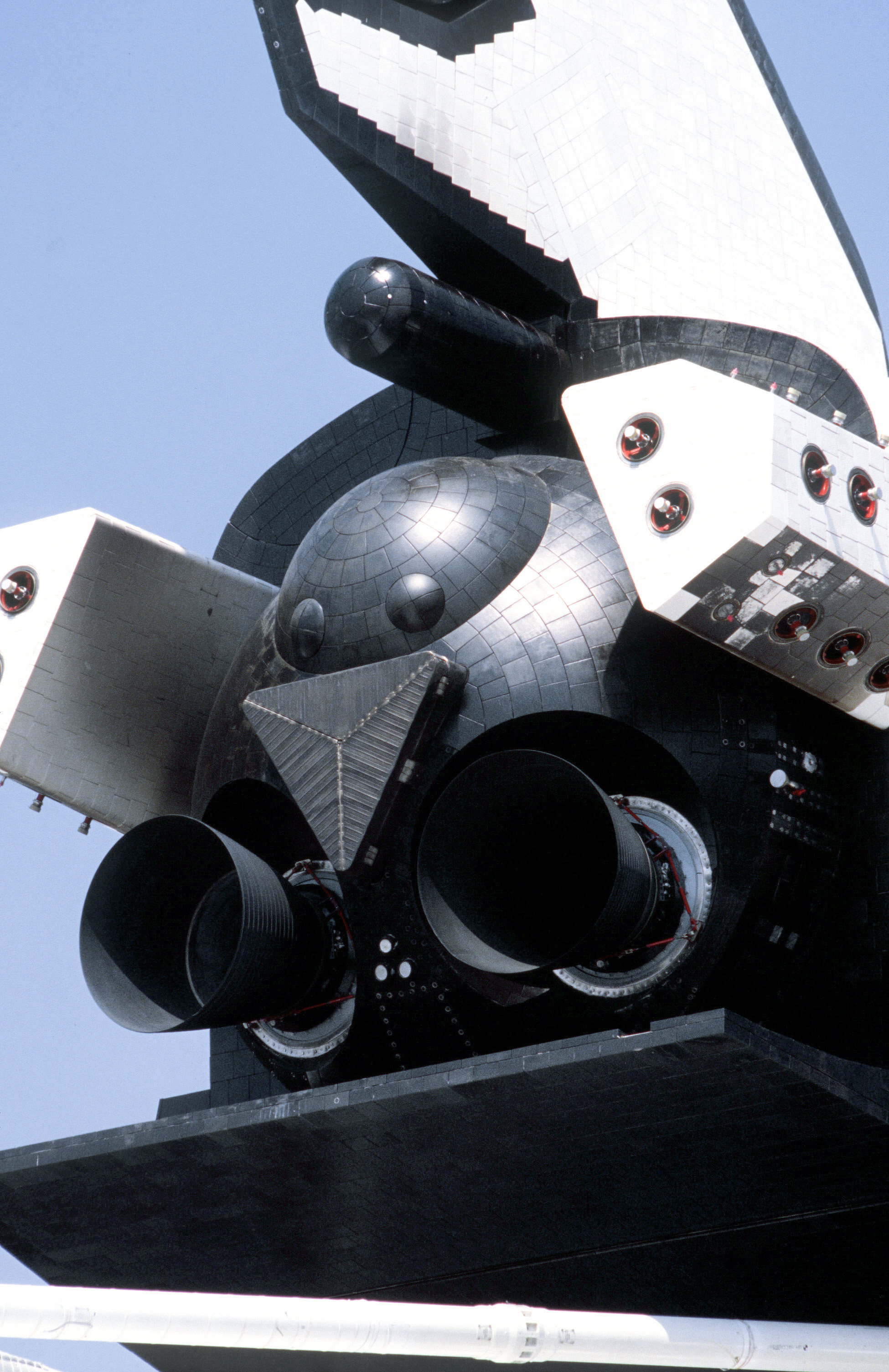
Vista posterior de la nave transbordador Burán, con numerosas toberas de propulsores.

Un sistema de control de reacción (RCS por reaction control system) es un sistema de un vehículo espacial que utiliza propulsores con toberas para controlar la actitud, y a veces traslación. También se denomina así al uso de cambios de la dirección del empuje del motor para proveer control de actitud estable de un vehículo con despegue o aterrizaje vertical o en una distancia corta, por debajo de velocidades convencionales para vuelos con alas, tales como el que posee el Harrier «jump jet».
Un SCR posee la capacidad de proveer pequeñas cantidades de impulso en la dirección o combinación de direcciones que se desee. Un SCR es capaz de proveer torque para controlar la rotación (cabeceo, alabeo, y guiñada).
A menudo, los sistemas SCR utilizan combinaciones de toberas (vernier) grandes y pequeñas, para contar con diferentes niveles de respuesta. Los sistemas de control de reacción de vehículos espaciales son utilizados:
- para control de actitud durante el reingreso;
- para mantener a la nave en la órbita deseada;
- para maniobras de corto alcance durante procedimientos de acoplamiento de naves en el espacio;
- para control de orientación, o «apuntar el extremo» de la nave;
- como sistema alternativo para dejar la órbita para regresar a la Tierra;
- como motores de ullaje para preparar el combustible para el encendido del motor principal.

Debido a que los vehículos espaciales cuentan con una cantidad limitada de combustible y las posibilidades de recargarlo son muy limitadas, es que se han desarrollado sistemas de control de reacción alternativos que permiten conservar el combustible. Para mantenimiento de órbita, algunos vehículos espaciales (particularmente aquellos en órbita geosincrónica) utilizan motores de alto impulso específico tales como arcjets, propulsores iónicos, o propulsores a efecto Hall para controlar la orientación, algunos vehículos espaciales utilizan ruedas de reacción que rotan para controlar las velocidades de giro del vehículo.